# Georg Blecher
Georg Blecher (* 12. Januar 1880 in Ober-Rosbach; † 16. April 1938 in Friedberg) war ein deutscher Althistoriker, Lehrer und Heimatforscher, dessen Wirken vor allem mit der Wetterau verbunden ist.

## Leben und Wirken
Blecher wurde als Sohn des Schreiners Jacob Blecher und seiner Frau Elisabeth, geb. Schütz, geboren.
Nach dem Besuch des Progymnasiums in Friedberg wechselte er auf das Humanistische Gymnasium in Darmstadt, das er 1899 mit dem Abitur abschloss. Anschließend studierte er in Heidelberg und Gießen. In Gießen promovierte er 1905 bei Albrecht Dieterich mit einer auf Latein verfassten Arbeit zur antiken Eingeweideschau zum Dr. phil.
Blecher war Lehrer an der Großherzoglich Hessischen Realschule in Bingen am Rhein (1907–1917) und anschließend an der Augustinerschule Friedberg sowie bis zu seinem Tode Direktor des Friedberger Museums.
Von 1917 bis 1938 wirkte er als Vorsitzender des Friedberger Geschichtsvereins, zudem war er Mitglied des West- und Süddeutschen Verbands für Altertumsforschung.

## Veröffentlichungen
- De extispicio capita tria. Cap.II. III., Numburgia ad Salam (Naumburg an der Saale) 1905. 46 S.
- Walo, der Pfahlbauer – Ein Kulturbild aus der heimischen Vorgeschichte für die Jugend und ihre Freunde, Friedberg 1927. 160 S.
- Einführung in die heimische Vorgeschichte, Friedberg 1929. 128 S.
- Bauerntechnik und bäuerlicher Lebensstil, Friedberg 1934. 22 S.
- Wie und wann entstanden Burg und Stadt Friedberg? Nach neuen Forschungen im Gräflich Solms'schen Archiv Assenheim. Friedberg 1936. 64 S.